# Ancylodactylus occidentalis
Ancylodactylus occidentalis (гекон західний) — вид геконоподібних ящірок родини геконових (Gekkonidae). Мешкає в Західній Африці. 

## Поширення і екологія
Західні гекони мешкають в кількох розрізнених масивах гірських тропічних лісів Західної Африки, зокрема на схилах гори Німба на кордоні Ліберії і Гвінеї, в горах Лома на території Сьєрра-Леоне, в горах Зіама на території Гвінеї та на схилах гори Тонкоуї в Кот-д'Івуарі. Вони живуть серед скель і осипів, в печерах, серед каміння і на стовбурах дерев. Зустрічаються на висоті від 600 до 1133 м над рівнем моря. Ведуть денний спосб життя. Живляться дрібними комахами.

## Збереження
МСОП класифікує цей вид як такий, що перебуває під загрозою зникнення. Західним геконам загрожує знищення природного середовища.